# Информер
Инфо́рмер (англ. informer — «осведомитель, доносчик») — автоматически обновляющийся специальный блок (отображается во фрейме), который устанавливается на сайте пользователя для предоставления посетителям дополнительного контента (оперативной информации из какой-то области) от поставщика этой информации.Информация в информерах обновляется автоматически.
Существуют три типа информеров — графические, текстовые и интерактивные.
Наиболее широкое распространение получили валютные, погодные, спортивные и новостные информеры. Некоторые информеры содержат телевизионную программу передач, анекдоты, разнообразные хит-парады и т. п. Интерактивные информеры отличаются от других тем, что не «отправляют» посетителя с сайта разместившего информер, а остаются для получения информации. Кроме того, данный вид информеров может выполнять различные функции: опросники, консультации и т. д.